# 阿羅黑德湖 (緬因州)
阿羅黑德湖（英語：Lake Arrowhead）是位於美國緬因州約克縣的一個普查規定居民點。

## 人口
根據2020年美國人口普查的數據，阿羅黑德湖的面積為16.53平方千米，當中陸地面積為13.50平方千米，而水域面積為3.03平方千米。當地共有人口3192人，而人口密度為每平方千米193.1人。